# Puccinia belizensis
Puccinia belizensis ist eine Ständerpilzart aus der Ordnung der Rostpilze (Pucciniales). Der Pilz ist ein Endoparasit der Bambusgattung Olyra. Symptome des Befalls durch die Art sind Rostflecken und Pusteln auf den Blattoberflächen der Wirtspflanzen. Sie kommt in Mittelamerika vor.

## Merkmale

### Makroskopische Merkmale
Puccinia belizensis ist mit bloßem Auge nur anhand der auf der Oberfläche des Wirtes hervortretenden Sporenlager zu erkennen. Sie wachsen in Nestern, die als gelbliche bis braune Flecken und Pusteln auf den Blattoberflächen erscheinen.

### Mikroskopische Merkmale
Das Myzel von Puccinia belizensis wächst wie bei allen Puccinia-Arten interzellulär und bildet Saugfäden, die in das Speichergewebe des Wirtes wachsen. Aecien oder Spermogonien der Art sind nicht bekannt. Die annähernd haselnussbraunen Uredien der Art wachsen beidseitig auf den Blättern der Wirtspflanzen. Ihre haselnuss- bis dunkel zimtbraunen Uredosporen sind meist eiförmig, 34–46 × 28–32 µm groß und fein stachelwarzig. Die beidseitig wachsenden Telien sind schokoladenbraun, früh unbedeckt und zusammenfließend. Die goldenen oder haselnussbraunen Teliosporen sind zweizellig, in der Regel ellipsoid bis eiförmig, schräg septiert und 36–45 × 20–24 µm groß; ihre Stiele sind farblos bis gelblich  und bis zu 200 µm lang.

## Verbreitung
Das bekannte Verbreitungsgebiet von Puccinia belizensis umfasst Belize und Yucatan.

## Ökologie
Die Wirtspflanzen von Puccinia belizensis sind die Bambusarten Olyra latifolia und O. yucatana. Der Pilz ernährt sich von den im Speichergewebe der Pflanzen vorhandenen Nährstoffen, seine Sporenlager brechen später durch die Blattoberfläche und setzen Sporen frei. Die Art verfügt über einen Entwicklungszyklus, von dem bislang lediglich Telien und Uredien sowie deren Wirt bekannt sind; Spermogonien und Aecien konnten dem Pilz nicht zugeordnet werden. Der Haplontenwirt ist möglicherweise Sebastiana standleyana.